# Minitel Rose
Pour les services de messageries, voir Minitel rose.
Minitel Rose est un groupe de musique électronique français, originaire de Nantes, en Loire-Atlantique. Il est composé de Quentin Gauvin, Romain Lemé et Raphaël d'Hervez (alias Pegase). Le 28 mai 2008 sort leur premier mini-album de 6 titres, The French Machine sur le label indépendant FVTVR. En 2010, leur album suivant, Atlantique, sort chez EMI.

## Biographie
Le groupe se forme en juin 2006 à Nantes. Minitel Rose est influencé par toute la culture des années 1980 allant de SOS Fantômes à Flashdance mais aussi par l'enfance des membres du groupe, marquée par l'univers graphique et musical des films des années 1980, les premières amours, une vision rétro-futuriste et le rock,. En mai 2008, en France et à l’automne de la même année dans le reste du monde, la sortie de leur mini-album The French Machine, séduit le public et la critique,. Au cours de la tournée qui suit, ils jouent en France et en Europe notamment aux Transmusicales de Rennes 2008, au Royaume-Uni, la Russie, l'Espagne, l’Allemagne, le Brésil ou encore la Bulgarie. En mai 2009 le titre Better Days est utilisé comme bande son d'une publicité télévisée pour des céréales .
C’est sur la route et dans une maison de Pornic, la ville natale de Quentin, donnant sur l'océan que les contours de leur premier véritable album, se dessinent. Minitel Rose sort Atlantique en France en juin 2010, et dans le reste du monde en novembre de la même année chez EMI. À la suite de la sortie de cet album ils repartent en tournée au cours de laquelle ils jouent notamment en France, en Angleterre, en Suisse et en Allemagne.
Minitel Rose évolue également en tant que DJ's en créant Minitel Rose DJ's, et en publiant de nombreux remixes (Jimmy Edgar, Thieves Like Us, Human Life, Elephanz, etc.) et mixes (Christmas Hits on Fire vol. 1, Summer Hits on Fire vol. 1 et 2). Raphaël d'Hervez sort son premier EP sous le nom de PEGASE en 2012.

## FVTVR
En 2008, Raphael d'Hervez et Quentin Gauvin décident de créer leur propre label de musique indépendant afin de publier leur musique, c'est la naissance de FVTVR. Le label produit le groupe, ainsi que Disco Anti Napoleon, PEGASE, Rhum for Pauline, Romantic Warriors.

## Discographie

### Albums studio
- 2008 : The French Machine (FVTVR)

1. Elevator - 4:08
2. Business Woman - 3:35
3. Be With You - 3:09
4. Magic Powder - 3:16
5. Continue - 3:44
6. When I Was Punk - 4:37
7. Better Days (Part. II) - 4:55

- 2010 : Atlantique (FVTVR/EMI)

1. Ocean's Call - 3:25
2. Wild Birds - 3:01
3. She's Lost - 3:24
4. Hundred Years - 3:17
5. Heart of Stone - 4:15
6. Captain - 3:24
7. Home - 2:39
8. So You - 3:10
9. Under the Rain - 3:54
10. Too Late - 3:40
11. Movie of Your Life - 4:08
12. Stay - 3:51
13. Snake Girl - 5:44

### Singles et EP
- 2009 : Continue EP (FVTVR)

1. Continue - 3:44
2. Continue (Russ Chimes Remix) - 6:31
3. Continue (Anoraak 'Lovecoast' Remix- 5:27
4. Continue (Maethelvin Remix) - 4:34
5. Continue (Pierre De La Touche 'La Baule' Remix) - 5:42
6. Continue (Filip Dean 'Le Roi Lion' Re-Work) - 4:28
7. Continue (Minitel Rose Cover) - Rhum For Pauline - 3:53

- 2009 : Better Days (FVTVR)

1. Better Days Part. I Musique Pub Crunch - 3:11
2. Better Days Part. II - 4:55

### Remixes
| Année | Artiste         | Titre                |
| ----- | --------------- | -------------------- |
| 2007  | Valerie         | West Coast           |
| 2007  | The Kinks       | Sunny Afternoon      |
| 2008  | Of Montreal     | Gallery Piece        |
| 2008  | The Teenagers   | Feeling Better       |
| 2008  | Electric Youth  | Replay               |
| 2008  | Papier tigre    | Concrete Residential |
| 2009  | Gonzales        | Slow Down            |
| 2009  | Fischerspooner  | Danse en France      |
| 2009  | Success         | Billie Joe           |
| 2009  | Katie           | The Temptation X     |
| 2010  | Thieves Like Us | Forget Me Not        |